# Guilherme Weber
Guilherme Weber (Curitiba, 6 de maio de 1972) é um ator, autor e diretor brasileiro.

## Carreira
Guilherme Weber tem sólida carreira no teatro, tendo iniciado nos palcos em 1991. Em 1993 fundou, com o também curitibano Felipe Hirsch, a Sutil Companhia de Teatro. No mesmo ano, recebeu 17 prêmios. Em telenovelas, o ator estreou em Um Anjo Caiu do Céu, numa participação especial. Também participou de um episódio da série Os Normais. Em 2004, interpretou o maquiavélico vilão Tony na novela Da Cor do Pecado. O personagem acabou se tornando um dos mais marcantes de sua carreira. Em 2016, estreou como diretor de cinema com o filme Deserto exibido na Mostra Internacional de Cinema de São Paulo. Em 2017, interpretou Pérsio Arida no filme Real: O Plano por Trás da História.

## Filmografia

### Televisão
| Ano  | Título                      | Personagem                              | Nota                                                                               |
| ---- | --------------------------- | --------------------------------------- | ---------------------------------------------------------------------------------- |
| 2001 | Um Anjo Caiu do Céu         | Carlos Jones (Carl)                     |                                                                                    |
| 2002 | Os Normais                  | Pedro Paulo                             | Episódio: "Divertimento Sadio e Normal"                                            |
| 2004 | Da Cor do Pecado            | Tony Peixoto de Almeida                 |                                                                                    |
| 2005 | Carandiru, Outras Histórias | Eduardo Batista Gomes (Dudu)            |                                                                                    |
| 2005 | Belíssima                   | Freddy Schneider                        |                                                                                    |
| 2007 | Malhação                    | Leôncio Gurgel                          | Episódios: "10–15 de março"                                                        |
| 2008 | Queridos Amigos             | Benjamin Stain Aguilar (Benny)          |                                                                                    |
| 2008 | Casos e Acasos              | Sérgio Rezende Rodrigo Flores           | Episódios: "A Ciumenta, o Ciumento e o Ciúme" e "O Ultimato, o Vândalo e a Pensão" |
| 2008 | Ciranda de Pedra            | Arthur Xis                              |                                                                                    |
| 2008 | O Natal do Menino Imperador | Marquês de Itanhaém                     | Especial de final de ano                                                           |
| 2009 | Malhação                    | João Monteiro Miranda                   | Temporada 16                                                                       |
| 2010 | Tempos Modernos             | Albano Carvalho Tavares / Padre Isidoro |                                                                                    |
| 2010 | Passione                    | Aloísio Perez de Azevedo                |                                                                                    |
| 2011 | Lara com Z                  | Antônio Marcondes                       |                                                                                    |
| 2011 | Homens de Bem               | César Rodrigues Leal                    | Telefilme                                                                          |
| 2013 | O Negócio                   | Ariel Marques Brandão                   |                                                                                    |
| 2016 | Lúcia McCartney             | Felipe Mendonça de Albuquerque          |                                                                                    |
| 2017 | Valentins                   | Artur Valentim                          |                                                                                    |
| 2017 | Pega Pega                   | Douglas Saldanha (Brigitta)             |                                                                                    |
| 2017 | A Força do Querer           | Douglas Saldanha (Brigitta)             | Episódio: "15 de setembro"                                                         |
| 2018 | Malhação: Vidas Brasileiras | Régis Borges                            | Episódios: "15–30 de outubro"                                                      |
| 2020 | Reality Z                   | Brandão                                 |                                                                                    |
| 2021 | Nos Tempos do Imperador     | William Dougal Christie                 | Episódio: "21 de setembro"                                                         |
| 2022 | Cara e Coragem              | Jonathan Azevedo                        |                                                                                    |
| 2024 | Body By Beth                | Ronaldo Bastos                          |                                                                                    |
| 2024 | Volta por Cima              | Marco Barros                            |                                                                                    |

### Cinema
| Ano  | Título                             | Personagem                 | Nota                         |
| ---- | ---------------------------------- | -------------------------- | ---------------------------- |
| 1998 | Cruz e Sousa - O Poeta do Desterro |                            |                              |
| 1998 | Fui Rei                            |                            |                              |
| 2003 | Paisagem de Meninos                | Porteiro do Cinema & Vilão | Curta-metragem               |
| 2004 | Nina                               | Arthur                     |                              |
| 2004 | Olga                               | Otto Braun                 |                              |
| 2006 | Árido Movie                        | Jonas                      |                              |
| 2015 | Meus Dois Amores                   | Zéza                       |                              |
| 2016 | Deserto                            | [ 11 ]                     | Como diretor; curta-metragem |
| 2016 | Meu Amigo Hindu                    | Antonio Fairman            |                              |
| 2017 | Real: O Plano por Trás da História | Pérsio Arida               |                              |
| 2020 | Alice & Só                         | [ 14 ]                     |                              |
| 2021 | Acqua Movie                        | Jonas                      |                              |

## Teatro
| Ano  | Título                                  | Papel / Função      |
| ---- | --------------------------------------- | ------------------- |
| 1993 | Baal Babilônia                          |                     |
| 1994 | Um Fausto + Ato V do Fausto Dois        |                     |
| 1997 | Cartas para Não Mandar                  |                     |
| 1997 | Estou Te Escrevendo de Um País Distante |                     |
| 1999 | Por Um Novo Incêndio Romântico          |                     |
| 2000 | Os Incendiários                         |                     |
| 2000 | A Vida é Cheia de Som e Fúria           | Rob Fleming         |
| 2001 | Nostalgia                               | Artur               |
| 2001 | A Memória da Água                       | Diretor da peça     |
| 2002 | Jantar Entre Amigos                     | Diretor da peça     |
| 2002 | Os Solitários                           | Todd                |
| 2003 | Alice                                   |                     |
| 2003 | A Morte do Caixeiro Viajante            | Biff Loman          |
| 2003 | Temporada de Gripe                      |                     |
| 2004 | Avenida Dropsie                         |                     |
| 2006 | Thom Pain/Lady Gray                     | Thom Pain           |
| 2007 | Educação Sentimental do Vampiro         | Nelsinho            |
| 2011 | Trilhas Sonoras de Amor Perdidas        | Locutor de rádio    |
| 2011 | Os Altruístas                           | Diretor da peça     |
| 2014 | Azul Resplendor                         | Antônio Balaguer    |
| 2015 | Puzzle (d)                              |                     |
| 2016 | Os Realistas                            | Diretor da peça     |
| 2016 | A Comédia Latino-Americana              |                     |
| 2023 | Gargalhada Selvagem                     | Direção e Adaptação |

### Videoclipe
| Ano  | Artista        | Música    |
| ---- | -------------- | --------- |
| 2016 | Paulo Carvalho | "Segredo" |

## Prêmios e indicações
| Ano  | Prêmio                              | Categoria            | Trabalho                        | Resultado |
| ---- | ----------------------------------- | -------------------- | ------------------------------- | --------- |
| 2004 | Melhores do Ano                     | Ator Revelação       | Da Cor do Pecado                | Indicado  |
| 2004 | TV Press                            | Ator Revelação       | Da Cor do Pecado                | Venceu    |
| 2005 | Prêmio Contigo! de TV               | Ator Revelação       | Da Cor do Pecado                | Indicado  |
| 2007 | Troféu APCA                         | Melhor Ator Teatro   | Educação Sentimental do Vampiro | Venceu    |
| 2008 | Troféu APCA                         | Melhor Ator          | Queridos Amigos                 | Venceu    |
| 2016 | Los Angeles Brazilian Film Festival | Melhor Diretor       | Deserto                         | Venceu    |
| 2016 | Prêmio Cesgranrio de Teatro         | Melhor Diretor       | Os Realistas                    | Indicado  |
| 2022 | Festival Sesc Melhores Filmes       | Melhor Ator Nacional | Acqua Movie                     | Indicado  |
| 2022 | Prêmio Cesgranrio de Teatro         | Melhor Direção       | Tudo                            | Pendente  |
| 2022 | Prêmio Cesgranrio de Teatro         | Melhor Espetáculo    | Tudo                            | Pendente  |
| 2024 | Prêmio Prio do Humor - SP           | Melhor Direção       | Gargalhada Selvagem             | Pendente  |
| 2024 | Prêmio Prio do Humor - SP           | Melhor Espetáculo    | Gargalhada Selvagem             | Pendente  |